# Костерін Володимир Олександрович

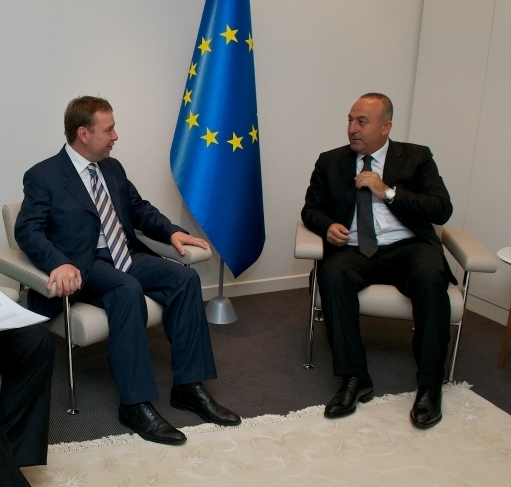
Володимир Костерін і президент ПАСЕ Мевлют Чавушоглу (2010-1012)

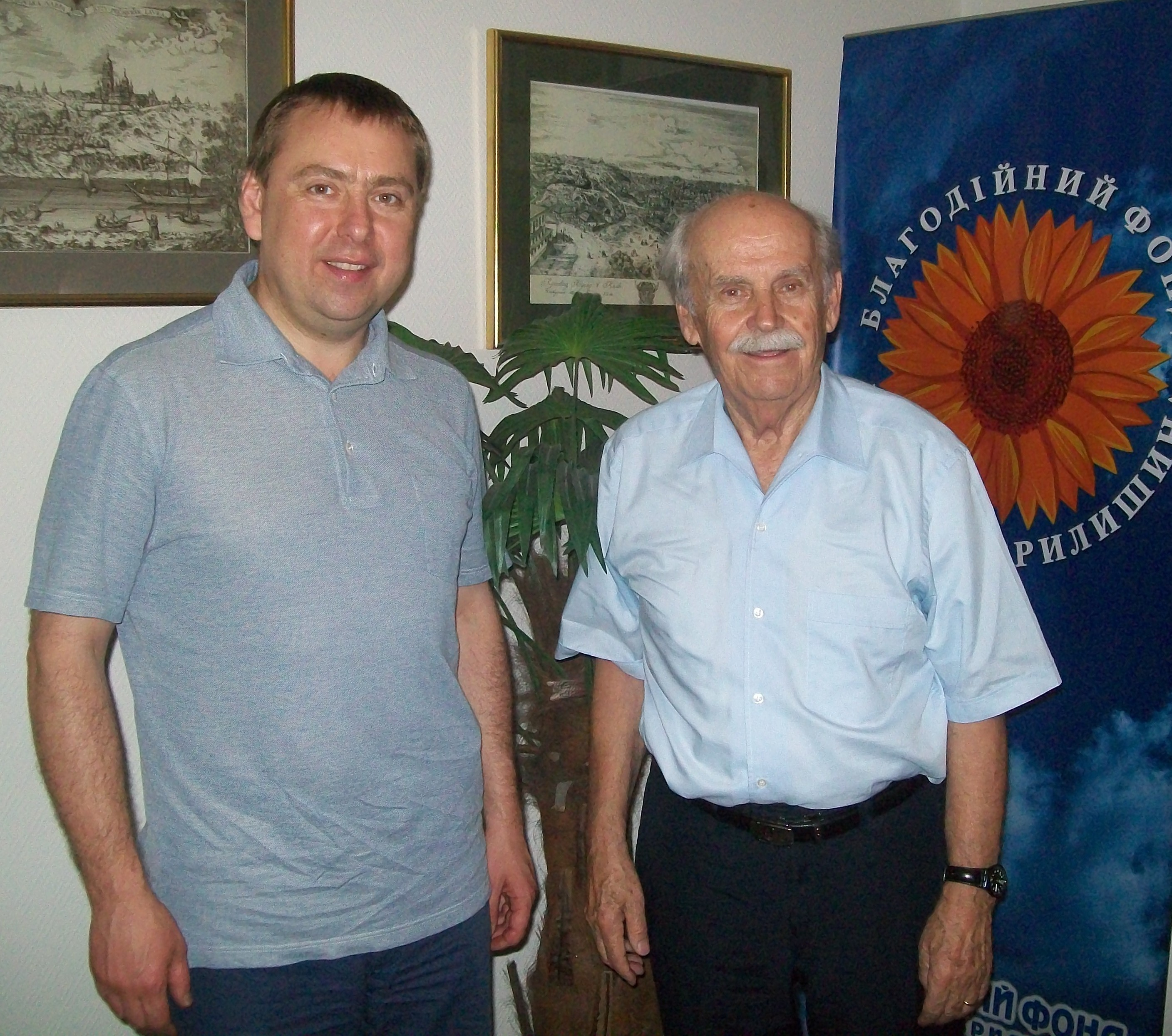
Володимир Костерін та член Римського Клубу Богдан Гаврилишин

Косте́рін Володи́мир Олекса́ндрович  (11 серпня 1968 р.)
Президент швейцарського фонду «Скорочення ризиків»
(«Risk Reduction Foundation»).
Здобув вищу освіту в Київському інституті міжнародних відносин, за фахом – «міжнародне право». Кандидат наук з державного управління, дисертація на тему «Управління соціально-економічною системою великого міста».
Розвиває бізнес-проекти у сфері медіа, девелопменту та інноваційних технологій.
З 1995 року – президент Міжнаціонального конгресу «Злагода». Виступив ініціатором створення Інституту законодавства ім. Ярослава Мудрого та Інституту сталого розвитку ім. Володимира Вернадського.
2001-2009 рр. – президент телеканалу «Тоніс» (перший «зелений» телеканал на пострадянському просторі).
2006-2008 рр. – президент Федерації боксу України.
У вересні 2007 року Володимир Костерін ініціював проведення Київського міжнародного екологічного форуму (KIEF). У 2008 році Центр ім. Разумкова оприлюднив результати соціологічного дослідження, яке показало високу динаміку підтримки «зеленої» ідеології в Україні (близько 50 % населення України, рівномірно по регіонах і вікових категоріях).
Володимир Костерін є членом Опікунських рад ВГО «Спеціальна Олімпіада», благодійного проекту "Дитяча лікарня майбутнього" і Національної скаутської організації «Пласт».
16 січня 2010 Володимир Костерін заснував у Женеві (Швейцарія) міжнародний фонд «Скорочення ризиків» (Risk Reduction Foundation).
У червні 2010 року між Фондом «Скорочення ризиків» і благодійним фондом «Богдана Гаврилишина» була підписана угода про співпрацю, в рамках якої вперше в Україні відбулася презентація доповіді Римського клубу «Синя економіка: 10 років, 100 інновацій, 100 мільйонів робочих місць», автор – всесвітньо відомий вчений Гюнтер Паулі.
За підтримки Володимира Костеріна у вересні 2011 р. в парламенті України відбувся міжнародний форум «Державно-приватне партнерство у сфері скорочення ризиків – основа конкурентоспроможності держав у XXI столітті» за участю президента Парламентської Асамблеї Ради Європи Мевлюта Чавушоглу та делегації ПАРЄ (Parliamentary Assembly of the Council of Europe).

## Статті Володимира Костеріна
- Vladimir Kosterin:  green ideology – the trend of the XXI century which was generated under the influence of increasing risks and threats on the planet
- Глава фонда "Сокращение рисков" (Swiss): Эконалоговая трудовая реформа - механизм зеленой экономики [Архівовано 4 жовтня 2013 у Wayback Machine.]
- Только экологически безопасная страна может быть инвестиционно привлекательной
- Украине нужна "зеленая" национальная идея [Архівовано 4 жовтня 2013 у Wayback Machine.]
- Несколько советов премьер-министру, или к устойчивому развитию через социально-экономическую модернизацию [Архівовано 2 жовтня 2013 у Wayback Machine.]
- Десять лет, которые возродят Украину. Будущая энергетическая независимость страны начинается уже сегодня [Архівовано 2 жовтня 2013 у Wayback Machine.]
- Возобновляемая энергетика как лекарство от «газовой недостаточности» [Архівовано 2 жовтня 2013 у Wayback Machine.]